# Episodi di NYPD - New York Police Department (nona stagione)
La nona stagione della serie televisiva NYPD - New York Police Department è stata trasmessa in prima visione negli Stati Uniti d'America da ABC dal 6 novembre 2001 al 21 maggio 2002.
In Italia è stata trasmessa in prima visione da Canale 5.
| nº | Titolo originale           | Titolo italiano          | Prima TV USA     | Prima TV Italia |
| -- | -------------------------- | ------------------------ | ---------------- | --------------- |
| 1  | Lie Like a Rug             | La dura realtà           | 6 novembre 2001  |                 |
| 2  | Johnny Got His Gold        | Una faccenda personale   | 6 novembre 2001  |                 |
| 3  | Two Clarks in a Bar        | L’olandese               | 13 novembre 2001 |                 |
| 4  | Hit the Road, Clark        | La scelta di Clark       | 20 novembre 2001 |                 |
| 5  | Cops and Robber            | Guardie e ladri          | 27 novembre 2001 |                 |
| 6  | Baby Love                  | Un consiglio da amico    | 4 dicembre 2001  |                 |
| 7  | Mom's Away                 | Una decisione difficile  | 11 dicembre 2001 |                 |
| 8  | Puppy Love                 | Adorati cuccioli         | 18 dicembre 2001 |                 |
| 9  | Here Comes the Son         | Indagine a quattro mani  | 8 gennaio 2002   |                 |
| 10 | Jealous Hearts             | La falsa poliziotta      | 15 gennaio 2002  |                 |
| 11 | Humpty Dumped              | Tradimento               | 5 febbraio 2002  |                 |
| 12 | Oh, Mama                   | Videogames mortali       | 19 febbraio 2002 |                 |
| 13 | Safari, So Good            | Criminale e benefattore  | 26 febbraio 2002 |                 |
| 14 | Hand Job                   | Russi, chiodi e martello | 5 marzo 2002     |                 |
| 15 | Guns and Hoses             | Gioco di squadra         | 12 marzo 2002    |                 |
| 16 | A Little Dad'll Do Ya      | Una figlia di troppo     | 19 marzo 2002    |                 |
| 17 | Gypsy Woe's Me             | Tentativo di corruzione  | 26 marzo 2002    |                 |
| 18 | Less Is Morte              | Grazie a Sipowicz        | 16 aprile 2002   |                 |
| 19 | Low Blow                   | Colpo basso              | 30 aprile 2002   |                 |
| 20 | Oedipus Wrecked            | Un prezioso ostaggio     | 7 maggio 2002    |                 |
| 21 | Dead Meat in New Deli      | Omicidio a New Delhi     | 14 maggio 2002   |                 |
| 22 | Better Laid Than Never (1) | Pedofili online          | 21 maggio 2002   |                 |
| 23 | Better Laid Than Never (2) | Senza rancore            | 21 maggio 2002   |                 |